# Хрущёво-Лёвшино
Хрущёво-Лёвшино — упразднённая деревня Пальна-Михайловского сельсовета Становлянского района Липецкой области России. Малая родина писателя М. М. Пришвина.

## Название
Часто в официальных документах наименование деревни указывалось «Хрущёво-Левшино, Борисоглебское тож», либо «Борисоглебское, Хрущёво тож».
Ойконим по фамилиям владельцев. Другое название - Борисоглебское по престольному празднику хрущевской церкви.

## География
Располагалось в 2 км восточнее Пальна-Михайловки на административной границе с Елецким и Краснинским районами.
Ближайшие поселения: Суслово, Морево, Дворики, Хрущёво-Ростовцево, Морская, Алексеевка, Михайловка, Пальна-Михайловка.

## История
Возникло в XVII веке. Первым владельцем этих земель был Хрущёв, позднее деревня перешла во владение Левшину.   Различались также деревня Левшино и село Хрущёво, входившие в единый комплекс села Хрущёво-Левшино. Владельцами окрестных селу земель были Стаховичи, Ростовцевы, Пришвины, Петровы, Дединцевы, Лаухины, Стаховы, крестьяне Ростов, Мокринский, община крестьян деревни Левшино, товарищество крестьян села Хрущёво. 
В 1987 году деревня прекратила своё существование.

## Известные уроженцы
- В Хрущёве-Левшине в 1873 году родился русский писатель М. М. Пришвин.
- На старом погосте у разрушенной ныне Хрущёвской церкви похоронена мать М. М. Пришвина — Мария Ивановна Пришвина.